# Manhunt International 2014
La 17.ª edición de Manhunt International, correspondiente al año 2014, se realizará en Pekín, China. Candidatos de 38 naciones y territorios autónomos competirán en el certamen. Al final del evento June Macasaet, Manhunt International 2012, de Filipinas coronará a su sucesor. Hernan Jesus Gonzales Lizardo De Venezuela

## Historia
A principios de 2012 Alex Liu presidente de Manhunt International reveló que Manhunt Internacional 2013 se realizaría en noviembre de 2013 en China. Pero el gobierno chino puso en espera todos los concursos hasta la aprobación de la ley. Por lo que no se vieron concursos de belleza en China por este motivo, a menos que patrocinadores privados hubieran apoyado el concurso, por lo que la versión de 2013 fue cancelada.
Alex Liu anunció que pasarán directamente a la versión de 2014. Dándole a June Macasaet un reinado de dos años.

### Posiciones
| Final result               | Contestant |
| -------------------------- | --- |
| Manhunt International 2014 | - Venezuela - Hernán Jesús González Lizardo                                                                                               |
| Primer Finalista           | - Namibia - Luis Munana |
| Segundo Finalista          | - Brasil - Diego Novicki |
| Tercer Finalista           | - Puerto Rico - Christian Trenche |
| Cuarto Finalista           | - Singapur - Jason Tan |
| Top 10                     | - Angola - Carlos Nascimento - Dinamarca - Alexander Bach - Estados Unidos - Andres Giraldo - Grecia - Thomas Daniel - India - Arry Dabas |

## Candidatos
Al final del evento 38 candidatos compitieron por el título de belleza masculino
| País                 | Participante                  | Edad | Altura          | Procedencia              |
| -------------------- | ----------------------------- | ---- | --------------- | ------------------------ |
| Albania              | Islam Hidri                   | 21   | 1,87 m (6′ 2″)  | Tirana                   |
| Angola               | Carlos Nascimento             | 22   | 1,91 m (6′ 3″)  | Luanda                   |
| Australia            | Terry Delalande               | 23   | 1,91 m (6′ 3″)  | Perth                    |
| Bahamas              | Lionel McIntosh               | 30   | 1,78 m (5′ 10″) | Nassau                   |
| Bélgica              | Tuur Roels                    | 26   | 1,86 m (6′ 1″)  | Aalst                    |
| Bosnia y Herzegovina | Aldin Busnov                  | 23   | 1,90 m (6′ 3″)  | Bania Luka               |
| Brasil               | Diego Novicki                 | 25   | 1,86 m (6′ 1″)  | Fraiburgo                |
| Bulgaria             | Ivan Minchev                  | 24   | 1,95 m (6′ 5″)  | Sofía                    |
| Corea del Sur        | Shin Du-Ri                    | 28   | 1,88 m (6′ 2″)  | Seúl                     |
| Costa Rica           | Israel Moya                   | 26   | 1,84 m (6′ 0″)  | Palmares                 |
| Cuba                 | Roberto Hernández             | 26   | 1,78 m (5′ 10″) | La Habana                |
| Dinamarca            | Sy Lee                        | 26   | 1,83 m (6′ 0″)  | Copenhague               |
| El Salvador          | David Arriaza                 | 26   | 1,80 m (5′ 11″) | San Salvador             |
| Estados Unidos       | Jean Carlos Diaz              | 25   | 1,83 m (6′ 0″)  | Nueva York               |
| Filipinas            | Jamiel Ventosa                | 18   | 1,88 m (6′ 2″)  | Santa Rosa, Laguna       |
| Guam                 | Anh Huy Le                    | 23   | 1,91 m (6′ 3″)  | Dededo                   |
| India                | Ravi Awana                    | 24   | 1,82 m (6′ 0″)  | Nueva Delhi              |
| Indonesia            | Dewa Dwi Temaja               | 21   | 1,81 m (5′ 11″) | Denpasar                 |
| Japón                | Hayato Terashima              | 27   | 1,83 m (6′ 0″)  | Kioto                    |
| Letonia              | Edvīns Ločmelis               | 24   | 1,88 m (6′ 2″)  | Gulbene                  |
| Macao                | Elvis Chan                    | 23   | 1,87 m (6′ 2″)  | Macao                    |
| Malasia              | Ken Chung                     | 20   | 1,83 m (6′ 0″)  | Kuala Lumpur             |
| Mongolia             | Subeedei Chuluunbat           | 21   | 1,91 m (6′ 3″)  | Ulán Bator               |
| Birmania             | Min Thein Khant               | 25   | 1,79 m (5′ 10″) | Rangún                   |
| Namibia              | Luis Munana                   | 22   | 1,83 m (6′ 0″)  | Windhoek                 |
| Nepal                | Anoop Bikram Shahi            | 28   | 1,85 m (6′ 1″)  | Katmandú                 |
| Pakistán             | Zeeshan Ali Shah              | 30   | 1,80 m (5′ 11″) | Islamabad                |
| Perú                 | Alonso Añazgo                 | 24   | 1,85 m (6′ 1″)  | Puerto Maldonado         |
| Polonia              | Kamil Zatorski                | 19   | 1,90 m (6′ 3″)  | Varsovia                 |
| Puerto Rico          | Christian Trenche             | 26   | 1,83 m (6′ 0″)  | Río Grande               |
| República Checa      | Tomáš Barthell                | 23   | 1,88 m (6′ 2″)  | Cheb                     |
| República Dominicana | Jerry Suero                   | 22   | 1,80 m (5′ 11″) | San Francisco de Macorís |
| Singapur             | Jason Tan                     | 20   | 1,86 m (6′ 1″)  | Singapur                 |
| Sri Lanka            | Gayan Harshapriya Krawege     | 25   | 1,80 m (5′ 11″) | Colombo                  |
| Suecia               | Dennis Waitforit Tranberg     | 24   | 1,83 m (6′ 0″)  | Kungälv                  |
| Tanzania             | Lota Mollel                   | 21   | 1,84 m (6′ 0″)  | Dodoma                   |
| Turquía              | Caner Tanrıverdi              | 22   | 1,87 m (6′ 2″)  | Estambul                 |
| Venezuela            | Hernán Jesús González Lizardo | 24   | 1,82 m (6′ 0″)  | Maracaibo                |

## Otros datos de los concursantes

### Debuts
- Birmania
- Namibia

### Regresos
- Última competición en 1995:
  -  El Salvador

- Última competición en 2006:
  -  Guam

- Última competición en 2010:
  -  Cuba
  -  Tanzania

- Última competición en 2011:
  -  Corea del Sur
  -  Pakistán

## Crossovers
Concursantes que participaron o participaran en otros concursos
Mister International
- 2010:  Bélgica: Tuur Roels
- 2011:  Letonia: Edvīns Ločmelis
- 2013:  Costa Rica: Israel Moya (Top 16)

Mister World
- 2014:  Letonia: Edvīns Ločmelis

Mister Asia
- 2009:  Pakistán: Zeeshan Ãlí Shàh

Míster Model Internacional
- 2014:  El Salvador: David Arriaza (TBA)

Mr. Turismo Internacional
- 2014:  Venezuela: Hernán Jesús González Luzardo (2.º Finalista)

Míster Universo Mundial
- 2014:  Costa Rica: Israel Moya